# Lindsey Davis
Lindsey Davis född 1949 i Birmingham, England, är en brittisk författare av historiska deckare. Hennes deckare utspelar sig under romartiden på 70-talet e.Kr. och hennes privatdetektiv heter Marcus Didius Falco. Falco liknar Marlowe och andra hårdkokta deckare.